# Сия Челебиева
Сия Челебиева е българска актриса и писател-драматург.

## Биография и творчество
Сия Челебиева е родена на 12 септември 1910 г. в Стара Загора.
В периода 1934-1957 г. играе в Народния театър „Иван Вазов“. Участва в кръжока „Живо слово“ в периода 1938-1956 г. и изнася самостоятелни рецитали.
В периода 1957-1959 г. ръководи „Театъра на словото“ в София, а в периода 1957-1965 г. „Естрада на художественото слово“. 
През 1940 г. е публикувана първата ѝ пиеса за деца „Пепелко“.
Сия Челебиева умира на 3 юли 1994 г. в София.

## Авторски произведения

### Пиеси
- „Пепелко“ (1940) – пиеса за деца
- „Ерма 23“ (1947)
- „Снежанка“ (1949), изд. „Детиздат” – пиеса за деца
- „Пролетна буря" (1952)
- „Нашият дом“ (1955)
- „Мъничък свят“ (1957)
- „На кръстопът“
- „Един непознат" (1977)
- „Легенда за татарската царица" (1978)

### Документалистика
- „Художествено слово“ (1965), изд.”Народна просвета”, помагало за рецитатори-самодейци

## Актриса в Народен театър „Иван Вазов“, гр. София[3]
- 1934-35 г. „КНОК“ - Автор: Жюл Ромен - Режисьор: Юрий Яковлев
- 1935-36 г. „ВЪЗЕЛЪТ“ - Автор: Добри Немиров - Режисьор: Николай О. Масалитинов
- 1935-36 г. „КЪСМЕТ“ - Автор: Никола Никитов - Режисьор: Атанас К. Георгиев
- 1935-36 г. „И НАЙ-МЪДРИЯТ СИ Е МАЛКО ПРОСТ“ - Автор: Александър Н. Островски - Режисьор: Николай О. Масалитинов
- 1937-38 г. „ДЪЩЕРИТЕ НА ЕФРЕМОВ“ - Автор: Стефан Савов - Режисьор: Николай О. Масалитинов
- 1937-38 г. „Д-Р“ - Автор: Бранислав Нушич - Режисьор: Хрисан Цанков
- 1937-38 г. „ЖЕНА БЕЗ ЗНАЧЕНИЕ“ - Автор: - Оскар Уайлд Режисьор: - Николай О. Масалитинов
- 1938-39 г. „ЕДНА ПРОЛЕТ“ - Автор: Маргарет Кенеди и Пиер Сабатие - Режисьор: Хрисан Цанков
- 1938-39 г. „ЗИМНА ПРИКАЗКА“ - Автор: Уилям Шекспир - Режисьор: Бранко Гавела (Хърватска)
- 1939-40 г. „ВСЕКИ СИ ИМА МНЕНИЕ“ - Автор: Луиджи Пирандело - Режисьор: Александър А. Иконографов
- 1939-40 г. „ДАВИД КОПЕРФИЛД“ - Автор: по Чарлс Дикенс - Режисьор: Борис Борозанов
- 1940-41 г. „КОВАРСТВО И ЛЮБОВ“ - Автор: Фридрих Шилер - Режисьор: Хрисан Цанков
- 1940-41 г. „СИД“  - Автор: Пиер Корней - Режисьор: Николай О. Масалитинов
- 1941-42 г. „ВЪЛНИТЕ НА МОРЕТО И НА ЛЮБОВТА“ - Автор: - Франц Грилпарцер - Режисьор: Николай О. Масалитинов
- 1941-42 г. „КОГАТО ВЯТЪРЪТ СИ ИГРАЕ“ - Автор: Джовакино Форцано - Режисьор: Хрисан Цанков
- 1941-42 г. „МИЛЕНА, СКОПСКА ДЕВОЙКА“ - Автор: Стефан Савов - Режисьор: Хрисан Цанков
- 1942-43 г. „КОНЦЕРТ“ Автор:	Херман Бар Режисьор: Владимир Полянов
- 1943-44 г. „ОРЛЕАНСКАТА ДЕВА“ - Автор: Фридрих Шилер - Режисьор: Хрисан Цанков
- 1944-45 г. „ВРАГОВЕ“ - Автор: Максим Горки - Режисьор: Николай О. Масалитинов
- 1945-46 г. „ЦАРИЦА ТЕОДОРА“ - Автор: Магда Петканова - Режисьор: Николай О. Масалитинов
- 1946-47 г. „БЛАТО“ - Автор: Андрей Гуляшки - Режисьор: Александър А. Иконографов
- 1946-47 г. „РЕВИЗОР“ - Автор: Николай В. Гогол - Режисьор: Николай О. Масалитинов
- 1947-48 г. „ЛИСИЧЕТА“ - Автор: Лилиан Хелман - Режисьор: Александър А. Иконографов
- 1949-50 г. „СТАРИ ДРУГАРИ“ - Автор: Леонид А. Малюгин - Режисьор: Гриша Островски
- 1950-51 г. „ПОД ИГОТО“ - Автор: по романа на Иван Вазов - Режисьор: Боян Дановски и Николай О. Масалитинов
- 1952-53 г. „ЧУЖДАТА СЯНКА“ - Автор: Константин М. Симонов - Режисьор: Николай О. Масалитинов
- 1953-54 г. „ГОЛЕМАНОВ“ - Автор: Стефан Л. Костов - Режисьор: Моис Бениеш
- 1954-55 г. „ГАБЕРОВИ“ - Автор: Георги Караславов - Режисьор: Николай О. Масалитинов

## Филмография
- 1943 г. Сватба – и с участието на Веселин Симеонов, Симеон Симеонов, Асен Камбуров